# Horná Ves (Trenčín)
Horná Ves (in ungherese Ófelfalu, in tedesco Windischdorf bei Priwitz) è un comune della Slovacchia facente parte del distretto di Prievidza, nella regione di Trenčín.
Fu menzionato per la prima volta in un documento storico nel 1293.